# Anne-Kathrein Kretzschmar
Anne-Kathrein Kretzschmar, bürgerlich Anne-Kathrein Emmerlich (* 28. März 1948; † 20. März 2020) war eine deutsche Schauspielerin.

## Leben und Wirken
Anne-Kathrein Kretzschmar erhielt in den 1960er-Jahren ihre ersten Filmrollen in den DEFA-Filmen Karla und Denk bloß nicht, ich heule, die jedoch unter das Aufführungsverbot des 11. Plenums des ZK der SED fielen.
Im DDR-Fernsehen war sie in Wege übers Land in der Rolle der Mala zu sehen. In der Reihe Polizeiruf 110 spielte sie in den Filmen Das Ende einer Mondscheinfahrt, Eine Madonna zuviel und Fehlrechnung. Ihre letzte Fernsehrolle hatte sie 1992 in der Miniserie Karl May als Klara May.
Als Theaterschauspielerin war sie am Staatsschauspiel Dresden in der Spielzeit 1969/70 in dem Stück Lysistrata zu sehen. Am Theater der jungen Generation hatte sie ein Engagement als Rotkäppchen.
Kretzschmar war seit 1979 mit dem Sänger und Moderator Gunther Emmerlich verheiratet und lebte mit ihm in der Villa Maria in Dresden-Oberloschwitz, bis sie sich 2014 trennten, aber nicht scheiden ließen. Sie hatte eine Tochter und einen Sohn, letzteren mit Emmerlich.
Anne-Kathrein Kretzschmar starb am 20. März 2020 kurz vor ihrem 72. Geburtstag an plötzlichem Herztod. Ihr Grab befindet sich auf dem Waldfriedhof Weißer Hirsch.

## Filmografie (Auswahl)
(Quelle)
- 1965: Denk bloß nicht, ich heule (UA: 1990)
- 1965: Karla
- 1968: Wege übers Land (TV-Mehrteiler)
- 1971: Zollfahndung (Fernsehserie, 1 Folge)
- 1971: Filmemacher (Fernsehfilm)
- 1971: Romanze für einen Wochentag (Fernsehfilm)
- 1972: Polizeiruf 110: Das Ende einer Mondscheinfahrt
- 1973: Polizeiruf 110: Eine Madonna zuviel
- 1974: Polizeiruf 110: Fehlrechnung
- 1974: Der Sandener Kindermordprozeß[6] (Fernsehfilm)
- 1978: Ein Zimmer mit Ausblick (Fernsehserie, 1 Folge)
- 1992: Karl May (6-teilige Miniserie)